# Ben 10: Vânătoarea de Extratereștri
Ben 10: Vânătoarea de Extratereștri (engleză Ben 10: Destroy All Aliens, inițial numit: Ben 10: Alien Dimensions) este un film de animație CGI de acțiune și science fiction ce a avut premiera pe Cartoon Network în Asia pe 11 martie 2012, și în Statele Unite pe 23 martie 2012 ca parte a unui program special. În mod oficial filmul a fost dezvăluit la San Diego Comic-Con International în 2011. Aceasta este prima producție a Cartoon Network Studios în colaborare cu Asia. Este și primul film Cartoon Network făcut integral în animație pe computer, și de asemenea primul în maniera asta despre Ben 10. Tiny Island Productions, producător al serialului Shelldon, a făcut animația CGI pentru acest film. David Kwok, șef și ofițer executiv Tiny Island Productions, a spus că oportunitatea de a lucra la acest film a fost uimitoare și provocatoare. Aceste evenimente au avut loc după cele ale filmului Ben 10: Secretul Omitrixului. Filmul este dedicat în mod special lui Dulce Lim Chen.
Premiera în România a fost pe 17 martie 2012 pe Cartoon Network

## Premisă
Filmul dă timpul înapoi și îl urmărește pe Ben Tennyson la vârsta de zece ani, când principalele lui motive de îngrijorare sunt profesorii, pedepsele de la școală, colegii răutăcioși și tristul obicei de a rata excursiile la pescuit cu bunicul Max pentru că e mereu pedepsit de părinți. Momentele grele cer măsuri extreme, iar Ben decide să scape de toate acestea și călătorește la capătul galaxiei, într-o misiune care îl va schimba mai mult decât își închipuie. După ce i se modifică niște setări la Omnitrix, Ben 10 nu mai poate reveni la forma lui umană și e vânat prin galaxie de un extraterestru misterios.

## Legături externe
- Ben 10: Vânătoarea de Extratereștri pe IMDB